# スティーヴン・オドネル (1992年生のサッカー選手)
スティーヴン・オドネル（Stephen O'Donnell、1992年5月11日 - ）は、スコットランド・ベルズヒル出身のプロサッカー選手。サッカースコットランド代表。マザーウェルFC所属。ポジションはDF。

## 経歴

### クラブ
アバディーンFCの下部組織を経て、2009年にセルティックFCのアカデミーに入団。2010-11シーズンまで所属したが、トップチームに昇格することはできず退団。
セルティックアカデミー退団後、トライアル参加を経て2011年8月23日にパーティック・シッスルFCと契約を結んだ。9月17日のエア・ユナイテッドFC戦でデビューを果たした。
2015年6月22日、EFLリーグ2（4部相当）のルートン・タウンFCに移籍。2016-17シーズン終了後、契約満了により退団。
2017年7月4日、キルマーノックFCと3年契約を結んだ。
2020年8月13日、マザーウェルFCに移籍。

### 代表
年代別代表ではU-21代表でのプレー経験がある。
2018年5月にフル代表初招集。同月29日、ペルー代表との親善試合でフル代表デビューを果たした。

## タイトル
パーティック・シッスル
- スコティッシュフットボールリーグ・ファーストディビジョン（英語版）: 2012-13

個人
- スコティッシュフットボールリーグ・ファーストディビジョン年間ベストイレブン: 2012-13